# Népszavazás Magyarország EU-tagságáról
A 2003. április 12-én Magyarország Európai Unióhoz való csatlakozása ügyében megtartott országos népszavazás a maga 45,62 részvételi százalékával eredményes volt, és az érvényesen szavazó választópolgárok 83,76%-a támogatta a belépést.
A csatlakozásra végül 2004. május 1-jén került sor Ciprus, Csehország, Észtország, Lengyelország, Lettország, Litvánia, Málta, Szlovákia és Szlovénia társaságában.

## Háttér
Az 1989-1990-ben lezajlott kelet-európai rendszerváltások után az egykori szocialista országok célként tűzték maguk elé a nyugat-európai integrációs szervezetekbe (NATO, Európai Unió, OECD) való bejutást. A legtöbb várakozás az EU-csatlakozást előzte meg. Magyarország 1991 óta volt társult tag és az Unió 1998-as luxemburgi csúcstalálkozója óta folytatott csatlakozási tárgyalásokat a szervezettel, melyek 2002 decemberében Koppenhágában értek véget. A törvények szerint a csatlakozásról népszavazásnak kellett döntenie. A kormányzó MSZP kezdeményezte, hogy az ügydöntő referendumot még a 2003. április 12-i athéni EU-csúcs előtt tartsák meg. Az Országgyűlés 2003. április 12-ére tűzte ki az ügydöntő népszavazást. A népszavazás olyan szempontból volt egyedülálló a legújabb kori magyarországi demokrácia történetében, hogy szombati napon tartották, holott a választásokat és népszavazásokat hagyományosan vasárnapi napokon tartják. (Bár ezt semmilyen jogszabály nem írja elő).

## A kérdés
„Egyetért-e azzal, hogy a Magyar Köztársaság az Európai Unió tagjává váljon?”

## A kampány
A csatlakozás melletti politikai kampányt fejtett ki
- a magyar kormány
- az összes parlamenti párt

A csatlakozással szembeni politikai kampányt fejtett ki
- MIÉP
- Munkáspárt

### Az Európai Unió Kommunikációs Közalapítvány
A népszavazás előtt a Medgyessy-kormány állami támogatásban részesítette a csatlakozást támogató szervezeteket, de az ellenzők nem kaptak támogatást. 2002. november 29-én létrehozták az Európai Unió Kommunikációs Közalapítványt (EUKK), amely kuratóriumának elnöke Palánkai Tibor volt. AZ EUKK „tájékoztatás” címén különféle propaganda-rendezvényekkel és a 181-es hívószámú „EU-vonallal” igyekezett lakosság körében a belépés negatív hatásaitól való félelmet csökkenteni: például elterjedt volt az a rémhír, miszerint az EU bürokráciája be fogja tiltani Magyarországon a háztáji disznóvágást és a máktermesztést – s így nem lehet majd mákos tésztát sem készíteni többé.
Emlékezetes az EUKK-plakátkampány banális hangneme, amely a pénzügyi-gazdasági és politikai kérdések helyett a kulturális azonosulást tematizálta, például: „Nyithatok-e cukrászdát Bécsben? Igen!” Ezt sokan bírálták illetve parodizálták a kampány alatt és után. AZ EUKK működését utólag vizsgáló Állami Számvevőszék is több hiányosságot talált.
A belépés mellett agitáló értelmiségiek, sportolók, művészek stb. elsősorban az utazási szabadság növekedését hangsúlyozták.
Noha 2003 januárjában még a lakosság több mint 60%-a jelezte részvételi szándékát és a szavazásig a részt venni kívánók aránya is növekedett, végül alacsony lett a részvétel, 45,62%. Az érdektelenség egyik magyarázata lehet, hogy sokan eleve lefutottnak tartották a népszavazást, azaz nem látták érdemleges esélyét a csatlakozás elmaradásának.

### Ellenkampány

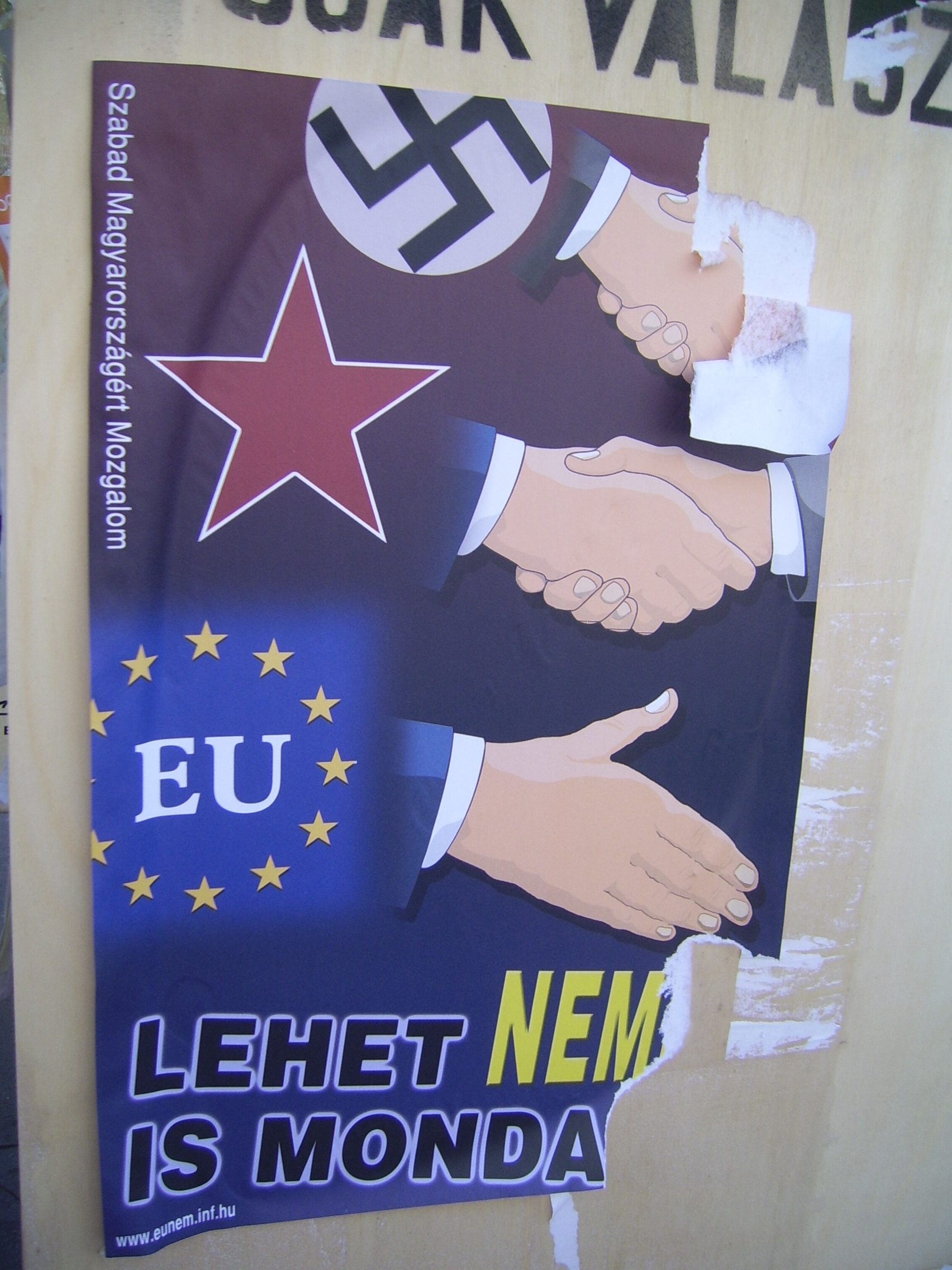
A SZMM EU-ellenes plakátja

A csatlakozást ellenző szervezetek nem voltak képesek a támogatókéhoz hasonló szervezett kampány kifejtésére. A csatlakozást szinte kizárólag a nemzeti függetlenség feladásaként, az ország gyarmatosításaként írták le, többek között a Magyar Igazság és Élet Pártja. Tiltott önkényuralmi jelképek használatáért tartóztatták le a Szabad Magyarországért Mozgalom tagjait, akik az Unió 12 csillagát a vörös csillag és a horogkereszt társaságában ábrázolták.
Egyes közéleti szereplők is elzárkóztak az EU-csatlakozás támogatásától.
Az ellenkampány mindazonáltal sikeresnek mondható, hiszen 2003 januárjában a kutatások az EU-val kapcsolatos várakozások mérséklődését, illetve az ellenszavazók táborának növekedését jelezték.

## Hivatalos tájékoztatás
A Magyar Köztársaság Külügyminisztériuma 2003 elején indította el a lakosság uniós felkészülését segítő telefonos és internetes szolgáltatását. Az EUvonal call center a nagyközönségnek nyújt az Európai Unióval kapcsolatos ismereteket és gyakorlati tudnivalókat telefonon és írásban, valamint nagy látogatottságú honlapot üzemeltet.

## Eredmények
| A Magyarország EU-csatlakozásáról szóló népszavazás eredménye (2003. április 12.) |              |                       |
| A szavazásra jogosultak száma                                                     | 8 042 272 fő | 100%                  |
| A megjelentek száma                                                               | 3 669 252 fő | 45,62%                |
| - Ebből érvénytelen szavazat                                                      | 17 998       | a megjelentek 0,49%-a |
| - Ebből érvényes szavazat                                                         |              |                       |
| Válaszok                                                                          | száma        | százalék              |
| Igen                                                                              | 3 056 027    | 83,76%                |
| Nem                                                                               | 592 690      | 16,24%                |
| Összesen                                                                          | 3 648 717    | 100%                  |

### Külső hivatkozások
- Az Országos Választási Iroda idevágó honlapja
- Miért maradt el a vita az EU-csatlakozásról? – Népszabadság-cikk